# Perypetie kibiców
Perypetie kibiców (tyt. oryg. Odiseja e tifozave) – albański film fabularny z roku 1972 w reżyserii Xhezaira Dafy.

## Opis fabuły
Komedia rozgrywająca się w środowisku kibiców. Choroba, która ich dopadła wywołuje szereg zabawnych nieporozumień.
Film realizowano w Tiranie.

## Obsada
- Robert Ndrenika
- Arben Shaka
- Hasan Fico
- Enver Dauti
- Dhimitraq Nushi
- Gjon Kacagjeli
- Shaban Kapllani
- Xhezair Dafa
- Skënder Luniku
- Muharrem Uznova
- Lulëzim Vojka
- Lec Vuksani